# 多花清风藤
多花清风藤（学名：Sabia schumanniana sp. pluriflora）为清风藤科清风藤属下的一个亚种。

## 扩展阅读
- 維基物種上的相關：多花清风藤